# 카운터 턴

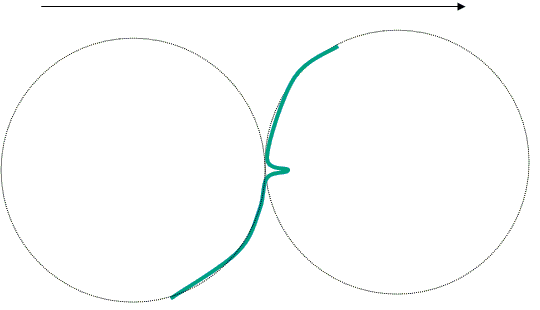
카운터 턴 다이어그램

카운터 턴은 피겨 스케이팅에서 한발 회전의 일종이다. 카운터의 입구와 출구 가장자리가 동일한 곡선을 따라 3회전 및 브래킷과는 달리, 입구와 출구가 반대 곡선에 있다. 카운터를 실시할때, 스케이트 선수가 입구 곡선의 가장자리 바깥쪽으로 회전하고 회전과 같은 의미에서 곡선을 빠져나간다. 그것을 보는 또 다른 방법은 카운터가 3회전의 출구와 결합하는 브래킷 턴의 항목과 비슷한 것이다.(그 반대의 조합은 로커 턴이라고 한다.)
카운터가 때때로 방향의 간단한 변경을 실시하는데 사용되는 동안, 그들은 더 일반적으로 스텝 시퀀스와 아이스 댄싱의 컴펄서리 댄스에서 나타난다.

## 참조
1. ↑  http://sk8stuff.com/f_recog/recog_turns_1_foot.htm